# Liste des cantons de la Charente

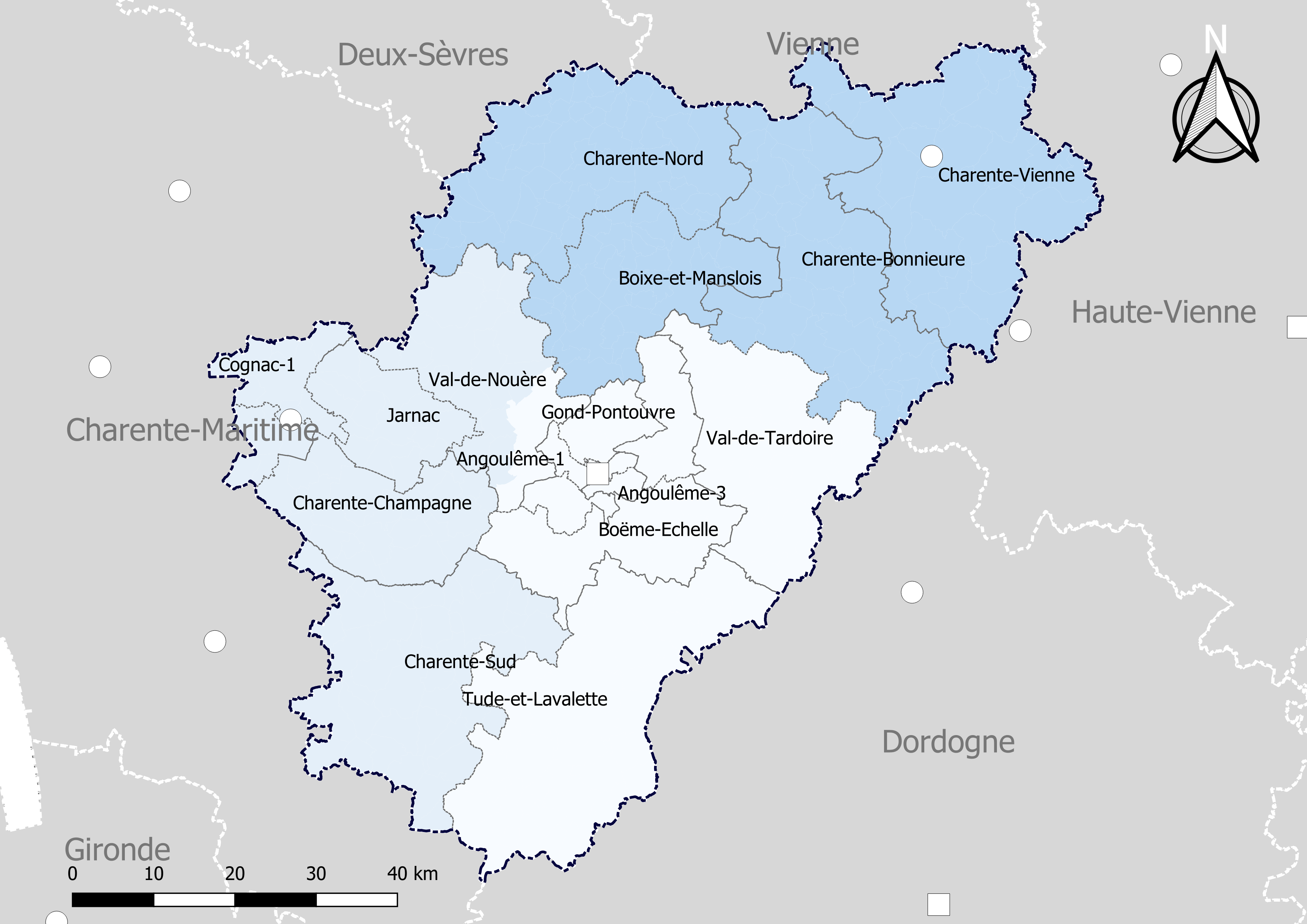
Découpage cantonal du département de la Charente, avec en surimpression les arrondissements (en nuances de bleu) - Carte arrêtée au 1er janvier 2019.

Le département de la Charente compte 19 cantons depuis 2015. Avant l'entrée en vigueur du redécoupage cantonal de 2014, le département comptait 35 cantons.

## Histoire

### Découpage cantonal de 1982 à 2015
À la suite du remplacement des anciens cantons d'Angoulême-I et d'Angoulême-II par trois cantons (cantons d'Angoulême-Est, Angoulême-Ouest et Angoulême-Nord) et la division du canton de Ruelle en 2 (cantons de Ruelle et du Gond-Pontouvre) en 1982, le département de la Charente comptait 35 cantons.
Liste des 35 anciens cantons de la Charente, par arrondissement :

Arrondissements et cantons de la Charente après la réforme de 2008

| Arrondissement d'Angoulême  | 16 cantons | Angoulême-Est - Angoulême-Nord - Angoulême-Ouest - Aubeterre-sur-Dronne - Blanzac-Porcheresse - Chalais - La Couronne - Gond-Pontouvre - Hiersac - Montbron - Montmoreau-Saint-Cybard - La Rochefoucauld - Ruelle-sur-Touvre - Saint-Amant-de-Boixe - Soyaux - Villebois-Lavalette |
| Arrondissement de Cognac    | 9 cantons  | Baignes-Sainte-Radegonde - Barbezieux-Saint-Hilaire - Brossac - Châteauneuf-sur-Charente - Cognac-Nord - Cognac-Sud - Jarnac - Rouillac - Segonzac |
| Arrondissement de Confolens | 10 cantons | Aigre - Chabanais - Champagne-Mouton - Confolens-Nord - Confolens-Sud - Mansle - Montembœuf - Ruffec - Saint-Claud - Villefagnan |

### Redécoupage cantonal de 2014
Dans la poursuite de la réforme territoriale engagée en 2010, l'Assemblée nationale adopte définitivement le 17 avril 2013 la réforme du mode de scrutin pour les élections départementales destinée à garantir la parité hommes/femmes. Les lois (loi organique 2013-402 et loi 2013-403) sont promulguées le 17 mai 2013. Un nouveau découpage territorial est défini par décret du 20 février 2014 pour le département de la Charente. Celui-ci entre en vigueur lors du premier renouvellement général des assemblées départementales suivant la publication du décret, soit en mars 2015. Les conseillers départementaux sont élus au scrutin majoritaire binominal mixte. Les électeurs de chaque canton éliront au Conseil départemental, nouvelle appellation des Conseils généraux, deux membres de sexe différent, qui se présenteront en binôme de candidats. Les conseillers départementaux seront élus pour 6 ans au scrutin binominal majoritaire à deux tours, l'accès au second tour nécessitant 10 % des inscrits au 1er tour. En outre la totalité des conseillers départementaux est renouvelée.
Ce nouveau mode de scrutin nécessite un redécoupage des cantons dont le nombre est divisé par deux avec arrondi à l'unité impaire supérieure si ce nombre n'est pas entier impair et avec des conditions de seuils minimaux. Dans le Charente le nombre de cantons passe ainsi de 35 à 19.
Les critères du remodelage cantonal sont les suivants : le territoire de chaque canton doit être défini sur des bases essentiellement démographiques, le territoire de chaque canton doit être continu et les communes de moins de 3 500 habitants sont entièrement comprises dans le même canton. Il n’est fait référence, ni aux limites des arrondissements, ni à celles des circonscriptions législatives.
Conformément à de multiples décisions du Conseil constitutionnel depuis 1985 et notamment  sa décision n° 2010-618 DC du 9 décembre 2010,  il est admis que le principe d’égalité des électeurs au regard des critères démographiques est respecté lorsque le ratio conseiller/habitant de la circonscription est compris dans une fourchette de 20 % de part et d'autre du ratio moyen conseiller/habitant du département. Pour le département de la Charente, la population de référence est la population légale en vigueur au 1er janvier 2013, à savoir la population millésimée 2010, soit 351 577 habitants. Avec 19 cantons la population moyenne par conseiller départemental est de 18 504 habitants. Ainsi la population de chaque nouveau canton doit-elle être comprise entre 14 803 habitants et 22 205 habitants pour respecter le principe de l'égalité citoyenne au vu des critères démographiques.

## Composition actuelle

### Composition détaillée
| N° | Nom du Canton      | Bureau centralisateur         | Population 2012 | Écart /moyenne | Nombre de communes entières | Communes composant le canton |
| -- | ------------------ | ----------------------------- | --------------- | -------------- | --------------------------- | --- |
| 1  | Angoulême-1        | Angoulême                     | 21 864          |                | 1 + fraction Angoulême      | 1° La commune : Fléac. 2° La partie de la commune d'Angoulême située à l'ouest d'une ligne définie par l'axe des voies et limites suivantes : à partir de la limite territoriale de la commune de Saint-Yrieix-sur-Charente, cours de la Charente, pont Saint-Cybard, rue de Bordeaux, avenue de Cognac, rue Léonard-Jarraud, rue de la Corderie, place Perrot, rue de Montmoreau, voie de l'Europe jusqu'à l'intersection de la rue Pierre-Grenet, rue Pierre-Grenet, ligne droite dans le prolongement de la rue Pierre-Grenet jusqu'à l'intersection du boulevard de Bigorre et de la rue du Petit-Montbron, chemin des Eaux-Claires au pont Valto, jusqu'à la limite territoriale de la commune de la Couronne. |
| 2  | Angoulême-2        | Angoulême                     | 16 149          |                | 1 + fraction Angoulême      | 1° La commune : l'Isle-d'Espagnac. 2° La partie de la commune d'Angoulême située au nord d'une ligne définie par l'axe des voies et limites suivantes : à partir de la limite territoriale de la commune de Saint-Yrieix-sur-Charente, cours de la Charente, pont Saint-Cybard, rue de Bordeaux, avenue de Cognac, rue Léonard-Jarraud, rue de la Corderie, place Perrot, avenue Gambetta, boulevard de la République, place Victor-Hugo (incluse), boulevard René-Chabasse (exclu), boulevard René-Liédot (exclu), boulevard Chanzy (inclus), rue d'Angoulême-à-Grapillet (exclu), jusqu'à la limite territoriale de la commune de Soyaux.                                                                         |
| 3  | Angoulême-3        | Angoulême                     | 22 451          |                | 1 + fraction Angoulême      | 1° La commune : Soyaux. 2° La partie de la commune d'Angoulême non incluse dans les cantons d'Angoulême-1 et d'Angoulême-2. |
| 4  | Boëme-Échelle      | Roullet-Saint-Estèphe         | 17 899          | 0,94           | 13                          | Bouëx, Claix, Dignac, Dirac, Garat, Mouthiers-sur-Boëme, Plassac-Rouffiac, Roullet-Saint-Estèphe, Sers, Torsac, Vœuil-et-Giget, Voulgézac, Vouzan. |
| 5  | Boixe-et-Manslois  | Vars                          | 17 536          | 0,93           | 36                          | Ambérac, Anais, Aunac-sur-Charente, Aussac-Vadalle, La Boixe, Cellefrouin, Cellettes, La Chapelle, Chenon, Coulonges, Fontenille, Juillé, Lichères, Lonnes, Luxé, Maine-de-Boixe, Mansle-les-Fontaines, Mouton, Nanclars, Puyréaux, Saint-Amant-de-Boixe, Saint-Ciers-sur-Bonnieure, Saint-Front, Saint-Groux, La Tâche, Tourriers, Val-de-Bonnieure, Valence, Val-de-Bonnieure, Ventouse, Vervant, Villejoubert, Villognon, Vouharte, Xambes. |
| 6  | Charente-Bonnieure | Chasseneuil-sur-Bonnieure     | 17 321          | 0,93           | 32                          | Alloue, Beaulieu-sur-Sonnette, Benest, Le Bouchage, Champagne-Mouton, Chasseneuil-sur-Bonnieure, Chassiecq, Cherves-Châtelars, Le Grand-Madieu, Lésignac-Durand, Le Lindois, Lussac, Massignac, Mazerolles, Montembœuf, Mouzon, Nieuil, Parzac, Les Pins, Roussines, Saint-Claud, Saint-Coutant, Saint-Laurent-de-Céris, Saint-Mary, Sauvagnac, Suaux, Terres-de-Haute-Charente, Turgon, Verneuil, Le Vieux-Cérier, Vieux-Ruffec, Vitrac-Saint-Vincent. |
| 7  | Charente-Champagne | Segonzac                      | 17 191          | 0,93           | 21                          | Angeac-Champagne, Angeac-Charente, Bellevigne, Birac, Bonneuil, Bouteville, Châteauneuf-sur-Charente, Criteuil-la-Magdeleine, Gensac-la-Pallue, Genté, Graves-Saint-Amant, Juillac-le-Coq, Lignières-Ambleville, Mosnac-Saint-Simeux, Saint-Fort-sur-le-Né, Saint-Preuil, Saint-Simon, Salles-d'Angles, Segonzac, Verrières, Vibrac. |
| 8  | Charente-Nord      | Ruffec                        | 18 924          | 1,04           | 46                          | Les Adjots, Aigre, Barbezières, Barro, Bernac, Bessé, Bioussac, Brettes, Charmé, La Chèvrerie, Condac, Courcôme, Couture, Ébréon, Empuré, La Faye, La Forêt-de-Tessé, Fouqueure, Les Gours, Ligné, Londigny, Longré, Lupsault, La Magdeleine, Montjean, Nanteuil-en-Vallée, Oradour, Paizay-Naudouin-Embourie, Poursac, Raix, Ranville-Breuillaud, Ruffec, Saint-Fraigne, Saint-Georges, Saint-Gourson, Saint-Martin-du-Clocher, Saint-Sulpice-de-Ruffec, Salles-de-Villefagnan, Souvigné, Taizé-Aizie, Theil-Rabier, Tusson, Verdille, Verteuil-sur-Charente, Villefagnan, Villiers-le-Roux. |
| 9  | Charente-Sud       | Barbezieux-Saint-Hilaire      | 20 115          | 1,07           | 40                          | Angeduc, Baignes-Sainte-Radegonde, Barbezieux-Saint-Hilaire, Barret, Bécheresse, Berneuil, Boisbreteau, Bors, Brie-sous-Barbezieux, Brossac, Challignac, Champagne-Vigny, Chantillac, Chillac, Condéon, Coteaux-du-Blanzacais, Étriac, Guimps, Guizengeard, Lachaise, Ladiville, Lagarde-sur-le-Né, Montmérac, Oriolles, Passirac, Pérignac, Reignac, Saint-Aulais-la-Chapelle, Saint-Bonnet, Saint-Félix, Saint-Médard, Saint-Palais-du-Né, Saint-Vallier, Sainte-Souline, Salles-de-Barbezieux, Sauvignac, Le Tâtre, Touvérac, Val des Vignes, Vignolles. |
| 10 | Charente-Vienne    | Confolens                     | 19 028          | 1,04           | 27                          | Abzac, Ambernac, Ansac-sur-Vienne, Brigueuil, Brillac, Chabanais, Chabrac, Chassenon, Chirac, Confolens, Épenède, Esse, Étagnac, Exideuil, Hiesse, Lessac, Lesterps, Manot, Montrollet, Oradour-Fanais, Pleuville, Pressignac, Saint-Christophe, Saint-Maurice-des-Lions, Saint-Quentin-sur-Charente, Saulgond, Terres-de-Haute-Charente. |
| 11 | Cognac-1           | Cognac                        | 16 797          |                | 6 + fraction Cognac         | 1° Les communes suivantes : Boutiers-Saint-Trojan, Bréville, Louzac-Saint-André, Mesnac, Saint-Brice, Val-de-Cognac. 2° La partie de la commune de Cognac située au nord d'une ligne définie par l'axe des voies et limites suivantes : à partir de la limite territoriale de la commune de Javrezac, avenue de Saintes, boulevard de Javrezac, rue de la Croix-Montamette, rue de Crouin, boulevard Oscar-Planat, cours de la Charente, rue du Port, rue de Gâte-Bourse, place Edouard-Martell, allée Bernard-Guionnet, rue du 14-Juillet, place François-Ier, rue Henri-Fichon, rue de la République, rue de l'Echassier, jusqu'à la limite territoriale de la commune de Châteaubernard.                         |
| 12 | Cognac-2           | Cognac                        | 17 541          |                | 6 + fraction Cognac         | 1° Les communes suivantes : Ars, Châteaubernard, Gimeux, Javrezac, Merpins, Saint-Laurent-de-Cognac. 2° La partie de la commune de Cognac non incluse dans le canton de Cognac-1. |
| 13 | La Couronne        | La Couronne                   | 15 597          | 0,82           | 4                           | La Couronne, Nersac, Puymoyen, Saint-Michel. |
| 14 | Gond-Pontouvre     | Gond-Pontouvre                | 19 513          | 1,05           | 4                           | Balzac, Champniers, Gond-Pontouvre, Saint-Yrieix-sur-Charente. |
| 15 | Jarnac             | Jarnac                        | 15 971          | 0,86           | 17                          | Bassac, Bourg-Charente, Chassors, Fleurac, Foussignac, Houlette, Jarnac, Julienne, Mainxe-Gondeville, Mérignac, Les Métairies, Nercillac, Réparsac, Saint-Même-les-Carrières, Sainte-Sévère, Sigogne, Triac-Lautrait. |
| 16 | Touvre-et-Braconne | Ruelle-sur-Touvre             | 18 900          | 1              | 6                           | Brie, Jauldes, Magnac-sur-Touvre, Mornac, Ruelle-sur-Touvre, Touvre. |
| 17 | Tude-et-Lavalette  | Chalais                       | 18 182          | 0,99           | 49                          | Aubeterre-sur-Dronne, Bardenac, Bazac, Bellon, Bessac, Blanzaguet-Saint-Cybard, Boisné-La Tude, Bonnes, Bors, Brie-sous-Chalais, Chadurie, Chalais, Châtignac, Combiers, Courgeac, Courlac, Curac, Deviat, Édon, Les Essards, Fouquebrune, Gurat, Juignac, Laprade, Magnac-lès-Gardes, Médillac, Montboyer, Montignac-le-Coq, Montmoreau, Nabinaud, Nonac, Orival, Palluaud, Pillac, Poullignac, Rioux-Martin, Ronsenac, Rouffiac, Rougnac, Saint-Avit, Saint-Laurent-des-Combes, Saint-Martial, Saint-Quentin-de-Chalais, Saint-Romain, Saint-Séverin, Salles-Lavalette, Vaux-Lavalette, Villebois-Lavalette, Yviers.                                                                                              |
| 18 | Val de Nouère      | Linars                        | 20 850          | 1,11           | 23                          | Asnières-sur-Nouère, Champmillon, Courbillac, Douzat, Échallat, Genac-Bignac, Hiersac, Linars, Marcillac-Lanville, Mareuil, Marsac, Mons, Moulidars, Rouillac, Saint-Amant-de-Nouère, Saint-Cybardeaux, Saint-Genis-d'Hiersac, Saint-Saturnin, Sireuil, Trois-Palis, Val-d'Auge, Vaux-Rouillac, Vindelle. |
| 19 | Val de Tardoire    | La Rochefoucauld-en-Angoumois | 21 828          | 1,18           | 27                          | Agris, Bunzac, Charras, Chazelles, Coulgens, Écuras, Eymouthiers, Feuillade, Grassac, Mainzac, Marillac-le-Franc, Marthon, Montbron, Moulins-sur-Tardoire, Orgedeuil, Pranzac, Rivières, La Rochefoucauld-en-Angoumois, La Rochette, Rouzède, Saint-Adjutory, Saint-Germain-de-Montbron, Saint-Sornin, Souffrignac, Taponnat-Fleurignac, Vouthon, Yvrac-et-Malleyrand. |
|    |                    |                               | 353 657         |                | 402                         | |

### Répartition par arrondissement
Contrairement à l'ancien découpage où chaque canton était inclus à l'intérieur d'un seul arrondissement, le nouveau découpage territorial s'affranchit des limites des arrondissements. Certains cantons peuvent être composés de communes appartenant à des arrondissements différents. Dans le département de la Charente, c'est le cas de quatre cantons (Boixe-et-Manslois, Charente-Sud, Tude-et-Lavalette, Val de Nouère).
Le tableau suivant présente la répartition par arrondissement :
| N° | Canton             | Angoulême              | Cognac              | Confolens | Total                  |
| -- | ------------------ | ---------------------- | ------------------- | --------- | ---------------------- |
| 1  | Angoulême-1        | 1 + fraction Angoulême |                     |           | 1 + fraction Angoulême |
| 2  | Angoulême-2        | 1 + fraction Angoulême |                     |           | 1 + fraction Angoulême |
| 3  | Angoulême-3        | 1 + fraction Angoulême |                     |           | 1 + fraction Angoulême |
| 4  | Boëme-Échelle      | 13                     |                     |           | 13                     |
| 5  | Boixe-et-Manslois  | 15                     |                     | 26        | 41                     |
| 6  | Charente-Bonnieure |                        |                     | 34        | 34                     |
| 7  | Charente-Champagne |                        | 27                  |           | 27                     |
| 8  | Charente-Nord      |                        |                     | 49        | 49                     |
| 9  | Charente-Sud       | 11                     | 35                  |           | 46                     |
| 10 | Charente-Vienne    |                        |                     | 29        | 29                     |
| 11 | Cognac-1           |                        | 7 + fraction Cognac |           | 7 + fraction Cognac    |
| 12 | Cognac-2           |                        | 6 + fraction Cognac |           | 6 + fraction Cognac    |
| 13 | La Couronne        | 4                      |                     |           | 4                      |
| 14 | Gond-Pontouvre     | 4                      |                     |           | 4                      |
| 15 | Jarnac             |                        | 18                  |           | 18                     |
| 16 | Touvre-et-Braconne | 6                      |                     |           | 6                      |
| 17 | Tude-et-Lavalette  | 54                     | 2                   |           | 56                     |
| 18 | Val de Nouère      | 14                     | 16                  |           | 30                     |
| 19 | Val de Tardoire    | 28                     |                     | 1         | 29                     |
|    |                    | 153                    | 112                 | 139       | 404                    |